# American Society of Mammalogists
L'American Society of Mammalogists (ASM) est une société savante créée en 1919 dans le but de promouvoir l'étude des mammifères ou mammalogie.
Elle organise chaque année des congrès et récompense les travaux de chercheurs et d'étudiants.
Elle édite aussi des revues scientifiques évaluées par les pairs comme The Journal of Mammalogy ou Mammalian Species, et héberge une banque d'images de 6 000 photos, The Mammal Images Library. 
Ses 4 500 membres — pour la plupart scientifiques professionnels — sont organisés en 35 comités.